# Canton de Saint-Martin-de-Ré
Le canton de Saint-Martin-de-Ré est une ancienne division administrative française située dans le département de la Charente-Maritime et la région Poitou-Charentes.

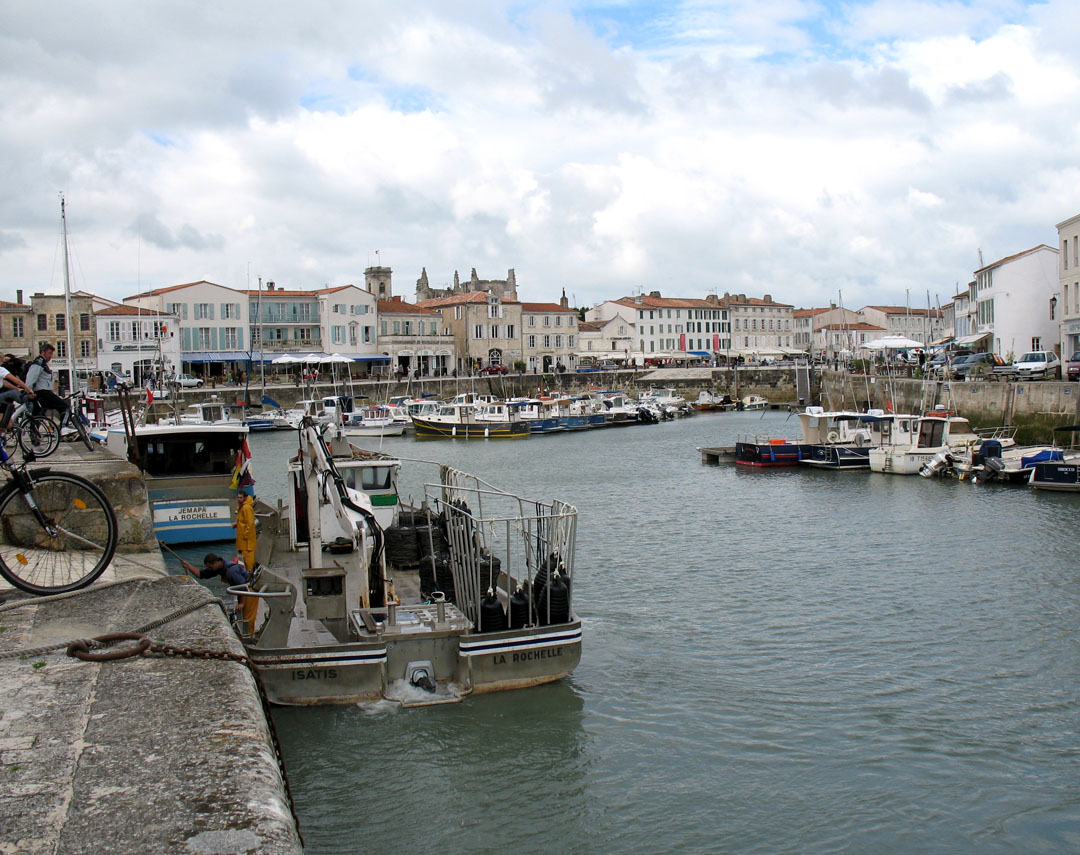
Saint-Martin-de-Ré, le port, bassin principal

## Géographie
Ce canton, qui était situé dans la partie orientale de l'Île de Ré, avait pour chef-lieu de canton Saint-Martin-de-Ré et regroupait cinq communes, par ordre alphabétique : Le Bois-Plage-en-Ré, La Flotte, Rivedoux-Plage, Saint-Martin-de-Ré et Sainte-Marie-de-Ré.
Le canton de Saint-Martin-de-Ré appartenait à l'arrondissement de La Rochelle.
Son altitude variait de 0 m (La Flotte) à 17 m (Le Bois-Plage-en-Ré) pour une altitude moyenne de 8 m. La nature de son sol comme la géologie de l’île sont de la même origine que celle de l'Aunis, dont l'île représente le prolongement occidental.
Cette partie de l'île de Ré est bordée, au nord, par le Pertuis Breton, à l'ouest par le "détroit de La Pallice", au sud par le Pertuis d'Antioche. À l'ouest, le canton de Saint-Martin-de-Ré jouxte le canton d'Ars-en-Ré par la commune de La Couarde-sur-Mer.

## Représentation

### Conseillers d'arrondissement (de 1833 à 1940)
| Période                                  | Période      | Identité                       | Étiquette                | Qualité |
| ---------------------------------------- | ------------ | ------------------------------ | ------------------------ | --- |
| 1833                                     | 1848         | Charles Hilaire Dumont-Coutant |                          | Juge de paix, médecin, conseiller municipal de Saint-Martin-de-Ré                                           |
|                                          |              |                                |                          | |
| 1852                                     | 1880         | Adrien Ponsin (1804-1885)      |                          | Médecin à Saint-Martin-de-Ré                                                                                |
|                                          |              |                                |                          | |
| 1886                                     | 1895         | M. Berton                      | Républicain              | Négociant, conseiller municipal de Saint-Martin-de-Ré                                                       |
| 1895                                     | 1901         | Ernest Atgier (1859-1928)      |                          | Pharmacien à Saint-Martin-de-Ré                                                                             |
| 1901                                     | 1909 (décès) | Louis Gibaud                   | Républicain              | Conseiller municipal de Saint-Martin-de-Ré                                                                  |
| 1910                                     |              | Roger Martineau                | Républicain radical      | Notaire, conseiller municipal de Saint-Martin-de-Ré                                                         |
|                                          |              |                                |                          | |
| 1919                                     |              | Jules Bernard                  |                          | Notaire à Saint-Martin-de-Ré                                                                                |
|                                          |              |                                |                          | |
| 1931                                     | 1937         | Théodore Porsain               |                          | Négociant, maire de Rivedoux (1928-1965)                                                                    |
| 1937                                     | 1940         | William Baron (1874-1946)      | Radical Camille Pelletan | Quincaillier, maire de Saint-Martin-de-Ré                                                                   |
| 1940                                     |              |                                |                          | Les conseils d'arrondissement ont été suspendus par la loi du 12 octobre 1940 et n'ont jamais été réactivés |
| Les données manquantes sont à compléter. |              |                                |                          | |

### Conseillers généraux de 1833 à 2015
De 1833 à 1848, les cantons d'Ars et de Saint-Martin avaient le même conseiller général. Le nombre de conseillers généraux était limité à 30 par département.
| Période | Période      | Identité                            | Étiquette    | Qualité                                                                              |
| ------- | ------------ | ----------------------------------- | ------------ | ------------------------------------------------------------------------------------ |
| 1833    | 1856 (décès) | Daniel Rivaille-Déchézeaux          |              | négociant, maire de Saint-Martin-de-Ré (1830-1856)                                   |
| 1856    | 1874         | Arthur Rivaille (fils du précédent) | Monarchiste  | Propriétaire maire de Saint-Martin-de-Ré (1865-1870) Député (1871-1876)              |
| 1874    | 1886         | Victor Bouthillier                  | Républicain  | maire de Saint-Martin-de-Ré (1870-1871,1874-1876, 1883-1887)                         |
| 1886    | 1892         | Camille Magué                       | Rad.         | maire de La Flotte-en-Ré (1882-1896)                                                 |
| 1892    | 1898         | Victor Bouthillier                  | Républicain  | maire de Saint-Martin-de-Ré (1870-1871,1874-1876, 1883-1887, 1891-1907)              |
| 1898    | 1906 (décès) | Édouard Charruyer                   | Rad.         | Directeur de l'usine à gaz de Saint-Martin-de-Ré Député (1893-1906)                  |
| 1906    | 1940         | Gustave Perreau                     | Rad.         | Ingénieur Maire de La Rochelle (1925-1928) Sénateur (1912-1939)                      |
|         |              |                                     |              |                                                                                      |
| 1943    | 1945         | Emile Neau                          | ?            | Propriétaire Maire de Sainte-Marie-de-Ré Nommé conseiller départemental en 1943      |
|         |              |                                     |              |                                                                                      |
| 1945    | 1949         | Raymond Perreau                     | RGR          | Ingénieur conseil à la Société salinière de l'ouest, La Rochelle                     |
| 1949    | 1953 (décès) | Siméon Verdier (1902-1953)          | RPF          | Commerçant à Saint-Martin-de-Ré                                                      |
| 1953    | 1961         | Charles Hiltenbrand                 | Rad.         | Maitre tailleur, maire de Saint-Martin-de-Ré (1951-1959)                             |
| 1961    | 1979         | André Chaigne                       | DVD          | Exploitant agricole, maire de Sainte-Marie-de-Ré (1959-1977)                         |
| 1979    | 1985         | Roland Vergnaud                     | DVD          | Maire de Rivedoux-Plage (1977-1983)                                                  |
| 1985    | 2015         | Léon Gendre                         | RPR puis UMP | Restaurateur Maire de La Flotte-en-Ré (1977-2020), Vice-Président du Conseil Général |

### Élections de 2011
| Candidat         | Parti | %      | Voix |
| ---------------- | ----- | ------ | ---- |
| Léon Gendre      | UMP   | 55,0 % | 2929 |
| Patrice Raffarin | DVD   | 45,0 % | 2393 |

### Élections de 2004
| Candidat       | Parti | %      | Voix |
| -------------- | ----- | ------ | ---- |
| Léon Gendre    | UMP   | 50,5 % | 3196 |
| Thierry Poitte | DVD   | 19,7 % | 1250 |
| Claude Mossé   | Verts | 13,8 % | 877  |
| Elise Somprou  | FN    | 6,5 %  | 415  |
| Robert Grignon | DVD   | 5,5 %  | 347  |
| Daniel Matifas | PCF   | 3,9 %  | 249  |

### Élections de 1998
| Candidat      | Parti | %      | Voix |
| ------------- | ----- | ------ | ---- |
| Léon Gendre   | RPR   | 58,9 % | 2873 |
| Alain Mercier | PRG   | 41,1 % | 2003 |

### Élections de 1992
| Candidat      | Parti | %      | Voix |
| ------------- | ----- | ------ | ---- |
| Léon Gendre   | RPR   | 51,1 % | 2351 |
| Alain Mercier | MRG   | 48,9 % | 2246 |

### Élections de 1985
| Candidat        | Parti | %      | Voix |
| --------------- | ----- | ------ | ---- |
| Léon Gendre     | RPR   | 43,0 % | 1915 |
| Paul Laidet     | MRG   | 33,7 % | 1498 |
| Roland Vergnaud | DVD   | 23,3 % | 1037 |

### Élections de 1979
| Candidat        | Parti | %      | Voix |
| --------------- | ----- | ------ | ---- |
| Roland Vergnaud | DVD   | 55,1 % | 1970 |
| Léon Gendre     | RPR   | 44,9 % | 1607 |

### Élections de 1973
| Candidat      | Parti | %      | Voix |
| ------------- | ----- | ------ | ---- |
| André Chaigne | DVD   | 60,5 % | 1445 |
| Roy           | DVG   | 23,6 % | 563  |
| Fèvre         | PCF   | 10,1 % | 241  |
| Roche         | RI    | 4,5 %  | 107  |
| Riehl         | SE    | 1,4 %  | 33   |

### Élections de 1967
| Candidat      | Parti | %      | Voix |
| ------------- | ----- | ------ | ---- |
| André Chaigne | DVD   | 78,9 % | 1548 |
| Fèvre         | PCF   | 21,1 % | 415  |

### Élections de 1961
| Candidat            | Parti | % | Voix |
| ------------------- | ----- | - | ---- |
| André Chaigne       | DVD   |   |      |
| Charles Hiltenbrand | RAD   |   |      |
| Fèvre               | PCF   |   |      |

### Élections de 1858
| Candidat        | Parti | %    | Voix |
| --------------- | ----- | ---- | ---- |
| Arthur Rivaille |       | 81,2 | 1585 |
| André Ponsin    |       | 18,8 | 367  |

### Élections de 1852
| Candidat        | Parti | %    | Voix |
| --------------- | ----- | ---- | ---- |
| Daniel Rivaille |       | 96,8 | 1533 |
| André Ponsin    |       | 3,2  | 51   |

### Élections de 1848
| Candidat        | Parti | %    | Voix |
| --------------- | ----- | ---- | ---- |
| Daniel Rivaille |       | 85,0 | 1103 |
| André Ponsin    |       | 9,6  | 124  |
| Hector Lem      |       | 2,3  | 30   |
| Lemonier        |       | 0,8  | 10   |
| Dumont          |       | 0,5  | 6    |
| Bauju           |       | 0,5  | 6    |
| Togno           |       | 0,5  | 6    |
| André Souchet   |       | 0,2  | 3    |
| Brugnière       |       | 0,1  | 2    |
| Sarrazin        |       | 0,1  | 2    |
| Villeneau       |       | 0,1  | 2    |
| Foucault        |       | 0,1  | 1    |
| Daillet         |       | 0,1  | 1    |
| Dupeux          |       | 0,1  | 1    |

### Élections de 1845
| Candidat               | Parti | %    | Voix |
| ---------------------- | ----- | ---- | ---- |
| Daniel Rivaille        |       | 54,9 | 67   |
| Charles Hilaire Dumont |       | 44,3 | 54   |
| Pierre Neveur          |       | 0,8  | 1    |

### Élections de 1836
| Candidat               | Parti | %    | Voix |
| ---------------------- | ----- | ---- | ---- |
| Daniel Rivaille        |       | 86,5 | 45   |
| Charles Hilaire Dumont |       | 7,7  | 4    |
| Rouselle               |       | 1,9  | 1    |
| Poutier                |       | 1,9  | 1    |
| Lem                    |       | 1,9  | 1    |

## Composition
Le canton de Saint-Martin-de-Ré regroupait cinq communes de l'Île de Ré et comptait 13 021 habitants (recensement de 2006 sans doubles comptes).
| Communes            | Population (2012) | Code postal | Code Insee |
| ------------------- | ----------------- | ----------- | ---------- |
| Le Bois-Plage-en-Ré | 2 293             | 17580       | 17051      |
| La Flotte           | 2 907             | 17630       | 17161      |
| Rivedoux-Plage      | 2 197             | 17940       | 17297      |
| Sainte-Marie-de-Ré  | 3 027             | 17740       | 17360      |
| Saint-Martin-de-Ré  | 2 597             | 17410       | 17369      |

## Démographie
| 1962  | 1968  | 1975  | 1982  | 1990  | 1999   | 2006   | 2011   | 2012   |
| ----- | ----- | ----- | ----- | ----- | ------ | ------ | ------ | ------ |
| 6 763 | 6 779 | 7 091 | 8 055 | 9 947 | 12 018 | 13 021 | 13 215 | 13 196 |